# Nuage de galaxies
 (octobre 2022).
Un nuage de galaxies est un groupe d'amas de galaxies et une sous-structure d'un superamas de galaxies. Par exemple, le superamas de la Vierge contient, outre l'amas de la Vierge, le nuage des Chiens de chasse, et le nuage de la Vierge II.